# Lina Nordquist
Lina Maria Palm Nordquist, ogift Nordquist, född 28 december 1977 i Norrala församling, Gävleborgs län, är en svensk apotekare, fysiolog, författare och politiker (liberal). Hon är ordinarie riksdagsledamot sedan 2018, invald för Uppsala läns valkrets.

## Biografi
Lina Nordquist växte upp i Söderhamn. Efter några år som apotekare genomgick hon en forskarutbildning vid Uppsala universitet som avslutades 2007 med en doktorsavhandling om diabetes. Hennes forskning är profilerad kring blodtryck och diabetes. Hon är lärare vid Uppsala universitet och blev 2011 docent i fysiologi.
Nordquist var under sin doktorandtid ordförande för Uppsala universitets doktorandnämnd. Hon har varit ledamot av Cancerfondens styrelse.

### Politisk karriär
Nordquist är också verksam som politiker för Liberalerna. Hon är sedan 2022 förste vice ordförande för partiet. Hon var 2013–2018 liberalt landstingsråd/regionråd i Uppsala läns landsting/region och valdes i riksdagsvalet 2018 till riksdagsledamot för Liberalerna i Uppsala län. Hon omvaldes i riksdagsvalet 2022. Nordquist är sedan oktober 2022 gruppledare för Liberalerna i riksdagen. Hon är också ledamot i socialutskottet och sjukvårdspolitisk talesperson för sitt parti sedan 2018  samt ledamot av krigsdelegationen sedan 2022.
Hon har varit ledamot av SKL:s styrelse, av den nationella beredningen för styrning av offentligt finansierad verksamhet, av Hälso- och sjukvårdens ansvarsnämnd (HSAN), av Statens medicinsk-etiska råd och har suttit i förbundsstyrelsen för Liberala kvinnor.

### Författarskap och privatliv
År 2021 författardebuterade hon med Dit du går, följer jag, en historisk roman som följer en familj som flytt från Norge till Hälsingland i början av 1900-talet. Boken vann Bonniers Bokklubbs pris Årets bok 2022 i konkurrens med elva andra nominerade böcker.
Lina Nordquist är gift med fysiologen och professorn Fredrik Palm.